# Mobile Toilettenkabine

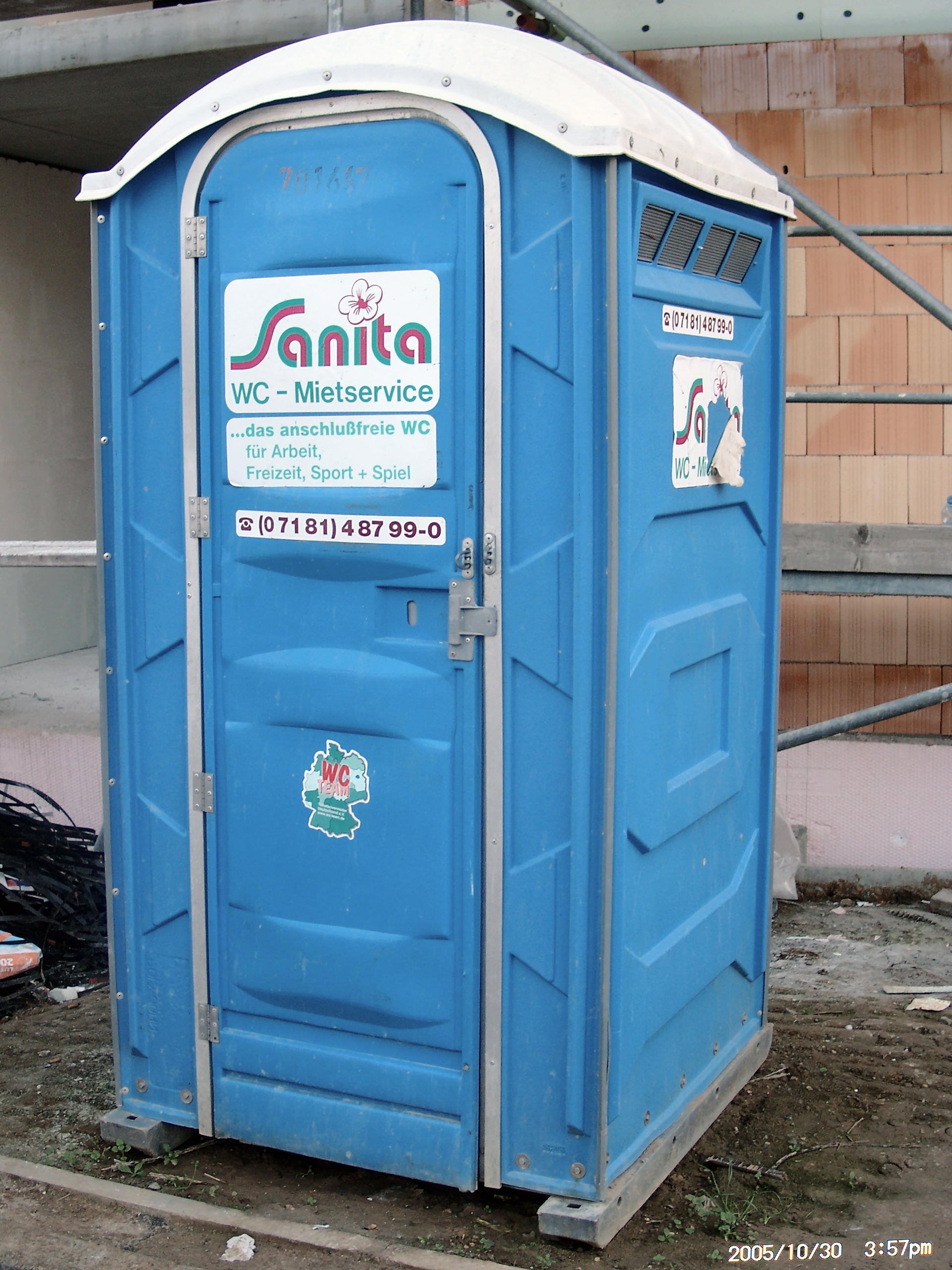
Mobile Toilettenkabine auf einer Baustelle

Mobile Toilettenkabinen (umgangssprachlich meist nach dem führenden Hersteller als Dixi-Klo bezeichnet) kommen an Plätzen und Veranstaltungsorten mit mangelnder Toiletten-Infrastruktur zum Einsatz, beispielsweise bei Festen, Konzerten, Sportveranstaltungen, aber auch auf Baustellen und in Containerdörfern. Als Bedürfnisanstalten größeren Umfangs kommen mobile Toilettencontainer bzw. Toilettenwagen zum Einsatz.

## Geschichte

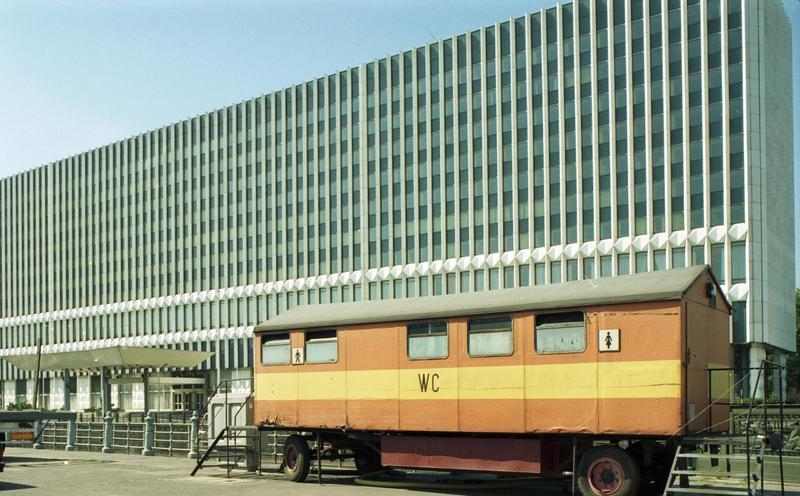
Toilettenwagen bei einem Berliner Volksfest (1991)

1973 erfand der in Deutschland stationierte amerikanische Soldat Fred Edwards die mobile Toilette, da er seine Notdurft bei Manövern nicht in Gesellschaft seiner Kameraden verrichten wollte. Grund war zudem die Unzumutbarkeit, mit einhergehenden Gerüchen und Geräuschen konfrontiert zu werden. In seiner Garage schraubte er die mobile Version eines stillen Örtchens zusammen: Ein Pissoir und einen Behälter mit Loch. Durch Bretter wurde Privatsphäre geschaffen. Die mobile Toilette, welche die Bezeichnung Dixi erhielt, war so erfolgreich, dass er das Militär verließ und in Deutschland vollständig mit ihrer Produktion beschäftigt war.
Heute ist der weltweit führende Anbieter solcher Toiletten TOI TOI & DIXI Sanitärsysteme.

## Formen

### Bauklo
Eine einfache Form sind die sogenannten „Bauklos“ aus grauem, verzinktem Stahlblech. Diese werden einfach über eine Erdgrube gestellt, die die Fäkalien aufnimmt. Die Grube wird nach Entfernung des Bauklos wieder zugeschüttet. Wegen der notwendigen Grube eignen sich diese Toiletten besonders für Baustellen, daher die umgangssprachliche Bezeichnung. Da diese Häuschen in Sachen Hygiene, Umweltschutz und Geruchsbelästigung nicht mehr den modernen Standards entsprechen, finden sie heutzutage kaum mehr Verwendung.

### Chemietoiletten
Üblicherweise werden nunmehr Chemietoiletten in kleine Kunststoffcontainer, die nur eine Toilette enthalten, eingebaut.

### Toilettenwagen und Toilettencontainer
Größere Toilettencontainer enthalten im Regelfall einen kompletten Toilettenbereich einschließlich Waschbecken und sind nach Männern und Frauen getrennt. Hierbei handelt es sich teilweise um umgebaute Bauwagen, in welche Toiletten, Urinale und Waschbecken installiert wurden. Es gibt auch speziell für diesen Zweck gefertigte Container, die in unterschiedlichen Ausstattungsvarianten angeboten werden, um auch gehobenen Ansprüchen gerecht zu werden. Als Toiletten können sowohl Wasserklosetts als auch Chemie-Toiletten verwendet werden. Wasserklosetts haben den Nachteil, dass sie sowohl einen Frischwasseranschluss als auch einen Zugang zur Kanalisation benötigen; alternativ kann ein Fäkalientank unter den Sanitärcontainer gestellt werden.
Toilettencontainer in einer neuen, modernen Ausführung sind fertig installiert und benötigen ausschließlich einen Wasserzu- und Abwasserablauf, sowie einen Stromanschluss. Heizung, Warmwasser und Entlüftung werden bereits werksseitig montiert.

Barrierefreiheit
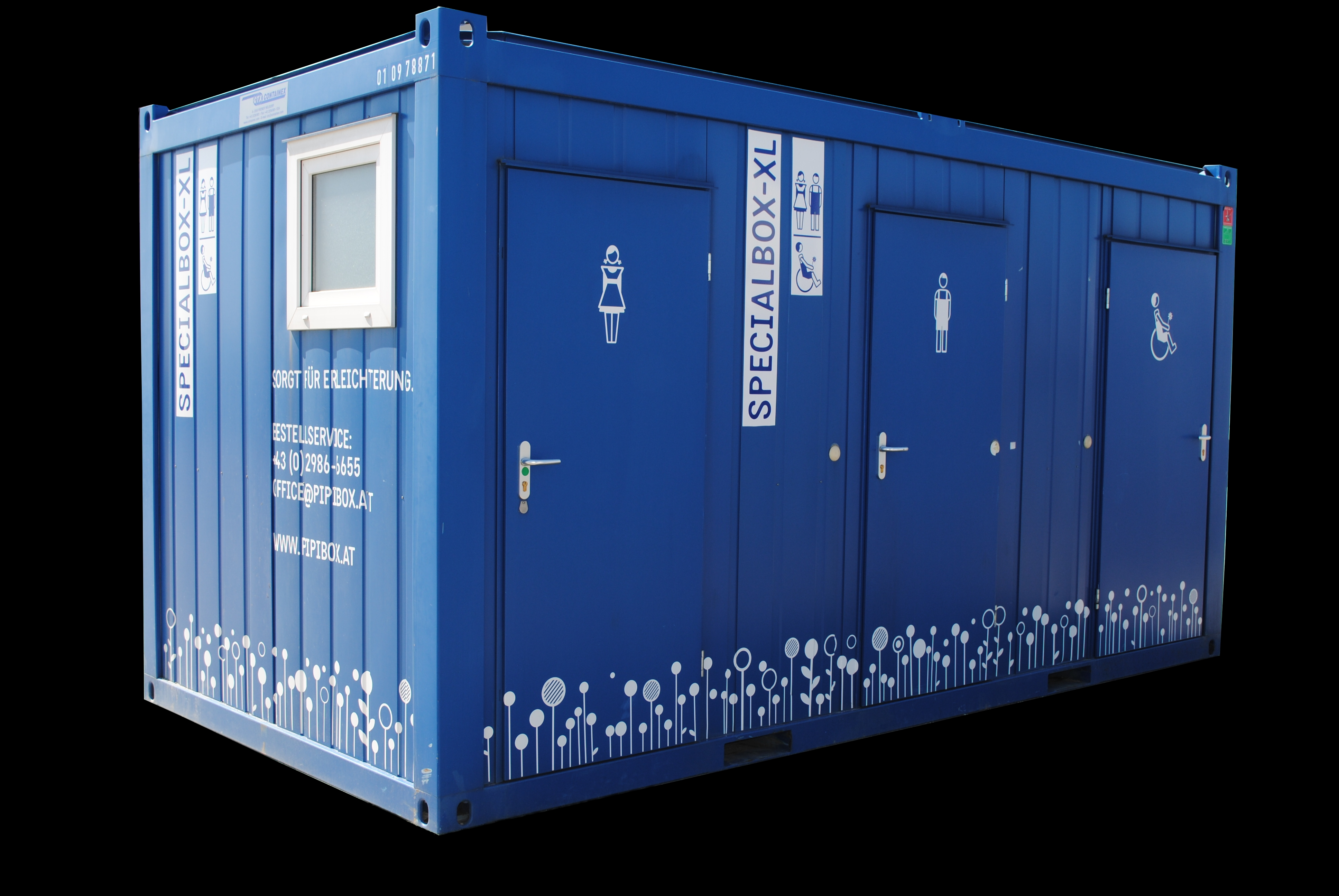
Dieser mobile WC-Container verfügt über eine barrierefreie Kabine.
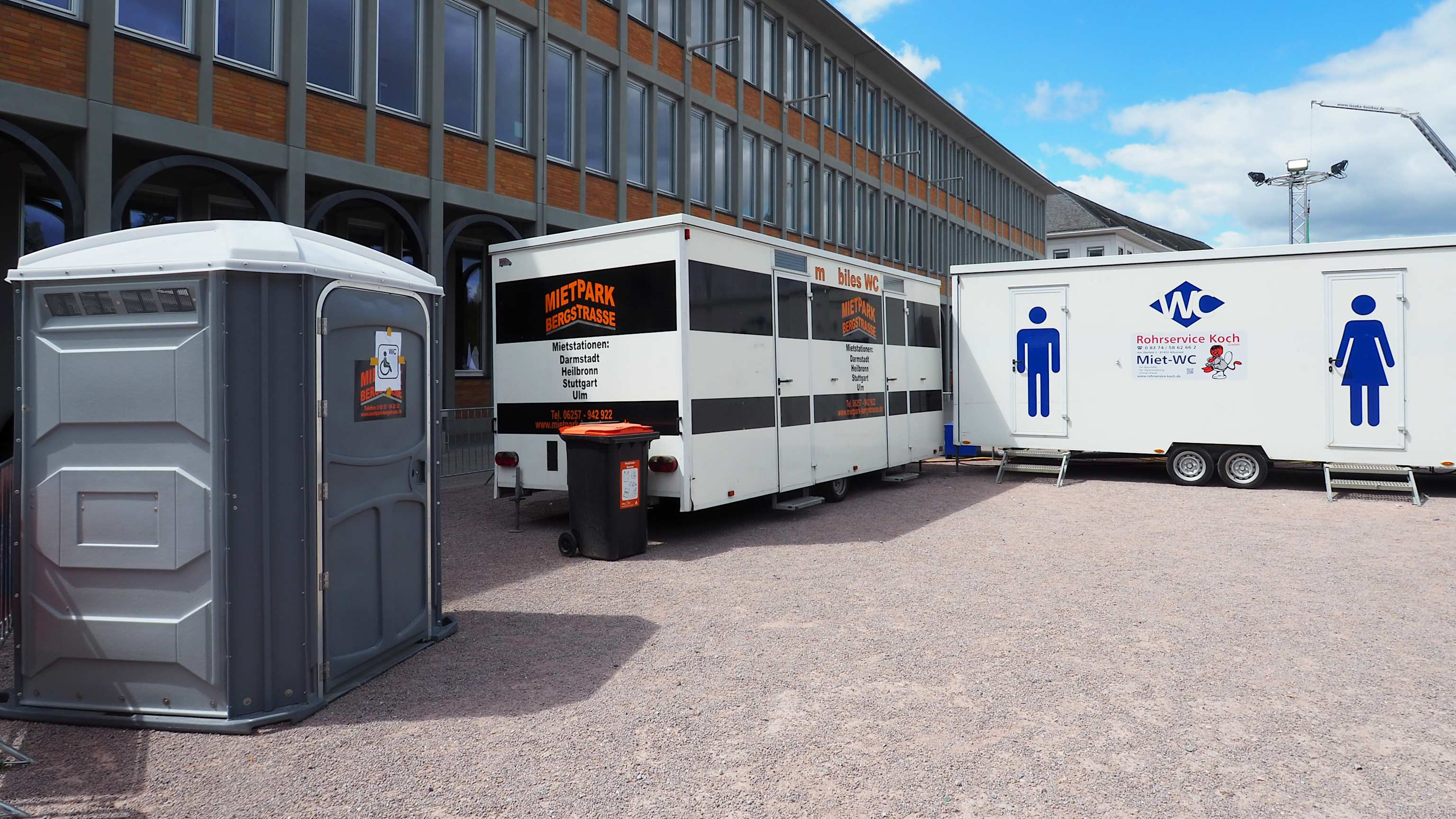
Eine bodenebene Einzelkabine ergänzt Toilettenwagen mit Treppen.

### Mobile Komposttoiletten

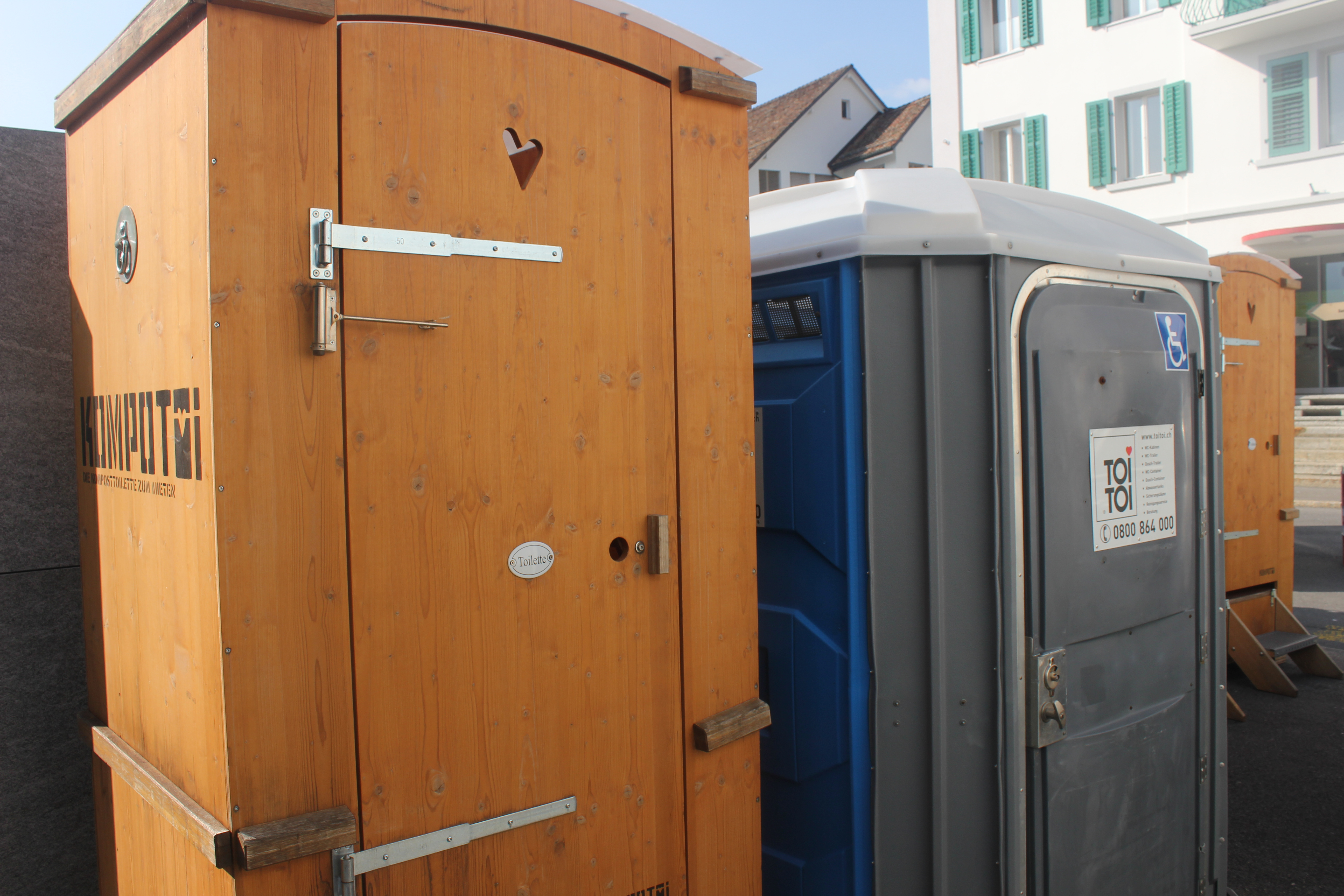
Eine Komposttoilette aus Holz neben einer klassischen mobilen Toilette

Anstelle von Chemikalien benutzen Komposttoiletten einen Einstreu, um Hinterlassenschaften abzudecken. So können sie geruchlos betrieben werden. In Deutschland gibt es rund zehn Anbieter.